# Liste des évêques et archevêques de Bamberg

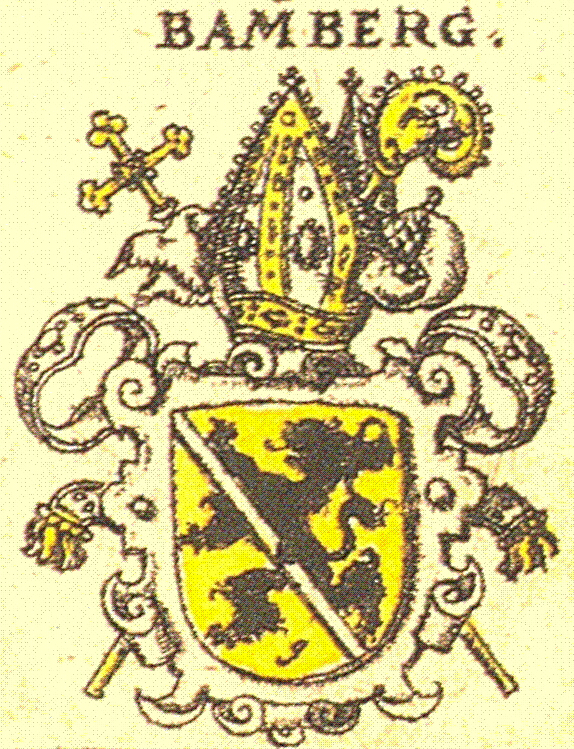
Armoiries du diocèse de Bamberg

Pour des articles plus généraux, voir Archidiocèse de Bamberg et Principauté épiscopale de Bamberg.

## Évêques de Bamberg
- 1007-1040 : Eberhard Ier
- 1040-1047 : Suitger von Morsleben, pape Clément II à partir de 1046
- 1047-1053 : Hartwig
- 1053-1057 : Adalbero von Eppenstein
- 1057-1065 : Gunther
- 1065-1075 : Hermann Ier
- 1075-1102 : Rupert
- 1102-1139 : Othon Ier, saint
- 1139-1146 : Egilbert
- 1146-1170 : Eberhard II von Otelingen
- 1170-1177 : Hermann II
- 1177-1196 : Othon II von Andechs
- 1196-1201 : Timo
- 1202-1203 : Konrad von Ergersheim
- 1203-1237 : Eckbert von Andechs-Meranien
- 1237-1245 : Poppo von Andechs-Meranien
- 1245-1257 : Heinrich I von Bilversheim
- 1257-1285 : Berthold von Leiningen
- 1285-1286 : Manegold von Neuenburg
- 1286-1296 : Arnold von Solms
- 1296-1303 : Leopold I von Gründlach
- 1304-1318 : Wulfing von Stubenberg
- 1318-1321 : Ulrich von Schlüsselberg
- 1322-1324 : Johann Wulfing von Schlackenwerth
- 1324-1328 : Heinrich II von Sternberg
- 1328-1329 : Johann von Nassau
- 1329-1335 : Werntho Schenk von Reicheneck
- 1335-1343 : Leopold II Von Egloffstein
- 1344-1352 : Friedrich I von Hohenlohe
- 1353-1363 : Leopold III von Bebenburg
- 1363-1366 : Frédéric II de Truhendingen
- 1366-1374 : Ludwig von Meißen
- 1374-1398 : Lambert de Buren
- 1398-1421 : Albrecht von Wertheim
- 1421-1431 : Fryderyk III von Aufseß
- 1431-1459 : Anton von Rotenhan
- 1459-1475 : Georg I von Schaumberg
- 1475-1487 : Philippe d'Henneberg
- 1487-1501 : Heinrich III von Trockau
- 1501-1503 : Veit I von Pommersfelden
- 1503-1505 : Georg II von Ebnet
- 1505-1522 : Georg III Schenk von Limpurg
- 1522-1556 : Weigand von Redwitz
- 1556-1561 : Georg IV von Rügheim
- 1561-1577 : Veit II von Würtzburg
- 1577-1580 : Johann Georg I von Giebelstadt
- 1580-1583 : Martin von Eyb
- 1583-1591 : Ernst von Mengersdorf
- 1591-1598 : Neidhardt von Thüngen
- 1599-1609 : Johann Philipp von Gebsattel
- 1609-1622 : Johann Gottfried von Aschhausen
- 1623-1633 : Jan Gottfried II von Dornheim
- 1633-1642 : Franz von Hatzfeld
- 1642-1653 : Melchior Otto Voit von Salzburg
- 1653-1672 : Philipp Valentin Voit von Rieneck
- 1672-1683 : Peter Philipp von Dernbach
- 1683-1693 : Marquard Sebastian Schenk von Stauffenberg
- 1693-1729 : Lothar Franz von Schönborn
- 1729-1746 : Friedrich Karl von Schönborn
- 1746-1753 : Johann Philipp Anton Freiherr von Franckenstein
- 1753-1757 : Franz Konrad von Stadion und Thannhausen
- 1757-1779 : Adam Friedrich von Seinsheim
- 1779-1795 : Franz Ludwig von Erthal
- 1795-1805 : Christoph Franz von Buseck
- 1805-1808 : Georg Karl von Fechenbach

## Archevêques métropolitains de Bamberg
- 5 février 1818-29 janvier 1824 : Joseph von Stubenberg
- 10 mars 1824-17 janvier 1842 : Joseph Maria Johann Nepomuk von Fraunberg
- 24 février 1842-9 janvier 1858 : Bonifaz Kaspar von Urban
- 17 juin 1858-4 janvier 1875 : Michael von Deinlein
- 31 mai 1875-23 mai 1890 : Friedrich von Schreiber
- 26 août 1890-25 janvier 1905 : Joseph von Schork
- 30 janvier 1905-23 avril 1912 : Friedrich Philipp von Abert
- 4 mai 1912-23 janvier 1943 : Jacobus von Hauck
- 24 janvier 1943-29 mars 1955 : Joseph Otto Kolb
- 16 mai 1955-30 juillet 1976 : Josef Schneider
- 27 mai 1977-31 mars 1994 : Elmar Maria Kredel
- 25 mars 1995-2 juillet 2001 : Karl Braun
- 28 juin 2002-1 novembre 2022 : Ludwig Schick
- depuis le 9 décembre 2023 : Herwig Gössl